# Triflyle

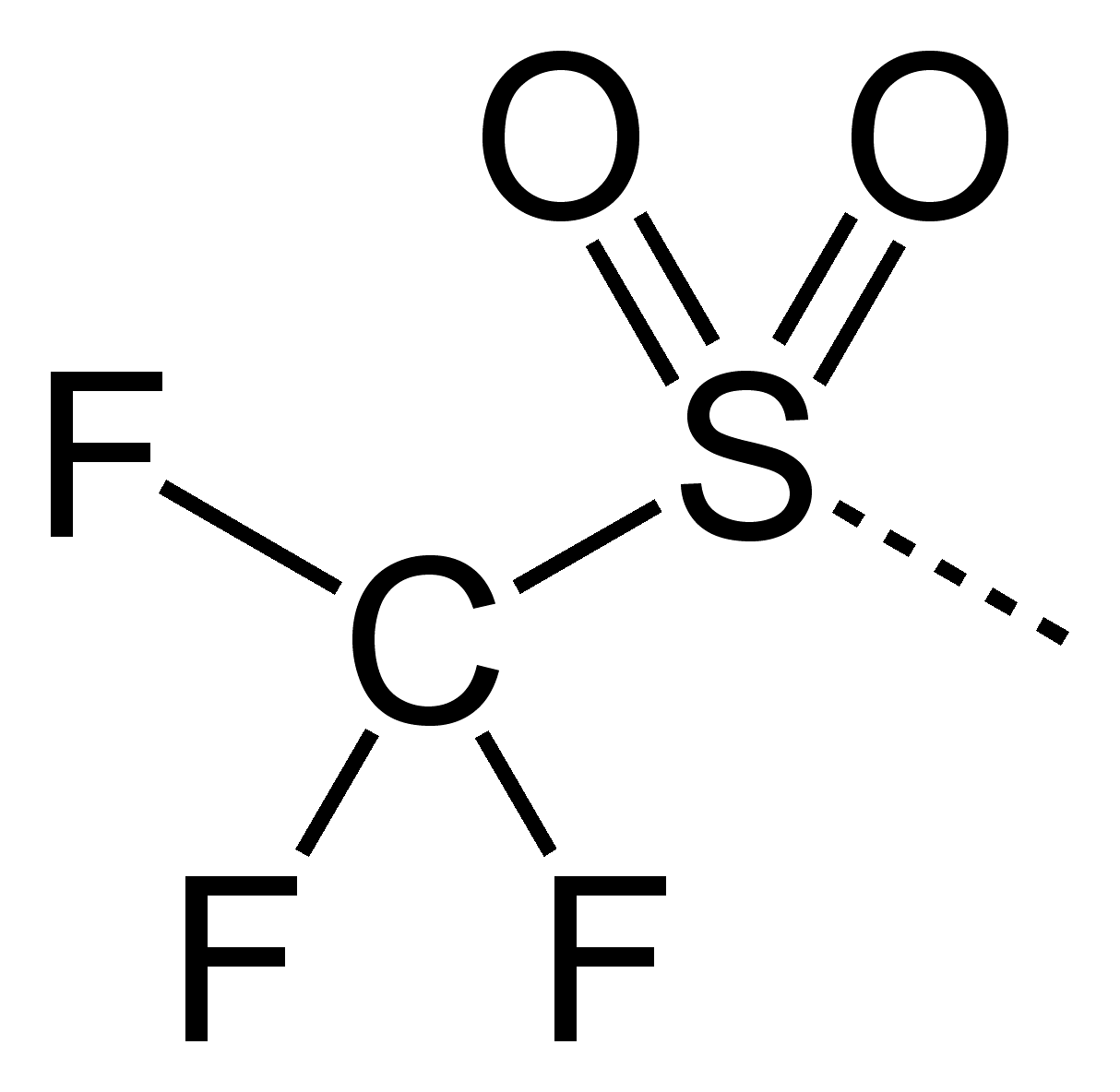
Groupe fonctionnel triflyle

Le groupe triflyle, ou trifluorométhanesulfonyle (Tf), est un groupe fonctionnel de formule chimique F3C–SO2–. Il est très proche du groupe triflate F3C–SO2O–, souvent écrit –OTf.